# Evaldo Cruz
Evaldo Cruz (Campos dos Goytacazes, 12 de janeiro de 1945), é um ex-futebolista brasileiro que atuava como atacante. Atualmente, trabalha como comentarista esportivo na TV Alterosa de Belo Horizonte. Se destacou atuando pelo Cruzeiro, de 1966 a 1971, onde fez 296 jogos e marcou 108 gols, e também pelo Fluminense.

## Carrreira

### Jogador
Evaldo começou sua carreira no infantil do Americano de Campos, sua cidade natal, transferindo-se depois para o Fluminense, onde jogou entre 1962 e o início de 1966, disputando 64 partidas, com 28 vitórias, 16 empates e 20 derrotas, marcando 15 gols, período em que foi convocado algumas vezes para a Seleção Olímpica Brasileira.
Veio do Fluminense para o Cruzeiro, em março de 1966 para reforçar o time na campanha da Taça Brasil em que o Cruzeiro sagrou-se campeão invicto com Evaldo sendo o artilheiro com 7 gols.
Junto a Tostão, Dirceu Lopes, Hilton Oliveira e Piazza, formou uma das maiores linhas de ataque da história do clube que se tornou famosa no Brasil inteiro na marchinha de carnaval composta pelo maestro Jadir Ambrósio que numa frase dizia: "...Rápido e rasteiro como a linha do Cruzeiro!"
Ao todo fez 294 jogos com a camisa do Cruzeiro, onde mais se destacou entre 1966 e 1975 e marcou 111 gols.

### Treinador
Como técnico, começou sua carreira no América Mineiro, no início de 1980. Também foi técnico do Sport de Juiz de Fora e, após uma pausa para se dedicar aos negócios, voltou ao Cruzeiro, em 1994, para treinar os juvenis. Em 1996, foi técnico do Mamoré, mas ainda vinculado ao Cruzeiro, no Campeonato Mineiro. Era técnico dos juniores do Atlético em 1997.

## Títulos

### Como jogador
Fluminense
- Campeonato Carioca: 1964

Cruzeiro
- Copa Libertadores da América: 1976
- Campeonato Brasileiro: 1966
- Campeonato Mineiro: 1966, 1967, 1968 e 1969[1]

Seleção Brasileira
- Campeão Pan-Americano: 1963